# Phyllophaga segregans
Phyllophaga segregans är en skalbaggsart som beskrevs av Bates 1888. Phyllophaga segregans ingår i släktet Phyllophaga och familjen Melolonthidae. Inga underarter finns listade i Catalogue of Life.